# Olenyegorszkij Gornyak
Az Olenyegorszkij Gornyak (cirill betűkkel: Оленегорский горняк, magyarul: olenyegorszki bányász) az Orosz Haditengerészet 775-ös típusú partraszállító hajója, amely az Északi Flotta 121. deszanthajó dandárjához tartozik. Honi kikötője Poljarnij. 1983-ig SZDK−91, ezután BDK–91 volt a jelzése. 2022. februárja óta a Fekete-tengeren tartózkodik. 2023. augusztus 4-én Novorosszijszknál ukrán tengeridrón-támadás érte és megsérült.

## Története
A hajót a  gdański Északi Hajógyár (Stocznia Północna) építette az 1970-es évek közepén 775/5 gyártási számmal (tehát a sorozat 5. példánya). 1976. június 30-án állították szolgálatba az Északi Ffottánál SZDK–91 hadrendi jelzéssel. 1983-ban BDK–91 lett a jelzése (BDK – bolsoj gyeszantnij korabl, magyarul nagy deszanthajó). 2003-ban Olenyegorszkij gornyak névre keresztelték. A névadó az Olenyegorszki Bányászati és Ércdúsító Kombinát, amely védnökséget vállalt a hajó felett.
2013 decemberétől 2014 májusáig a Földközi-tengeren tartózkodott bevetésen. 2014-től a murmanszki 35. Hajójavító Üzemben volt javítás alatt. 2016-ban Baltyijszkban a 33. Hajójavító Üzemben felújították és modernizálták.
2022. február 22-én hajózott be a Fekete-tengerre, hivatalosan hadgyakorlaton történő részvétel miatt, valójában az Ukrajna elleni, 2022. február 24-én kezdődött orosz invázió támogatására. Kezdetben Szevasztopolban állomásozott, később, a kikötő elleni ukrán dróntámadások fokozódása után több más hajóval együtt áttelepítették a novorosszijszki haditengerészeti bázisra. A Krími híd elleni második ukrán támadás után, 2023 júliusában a hajó a Kercs és Novorosszijszk közötti polgári járműforgalmat támogatta.
A hajó 2023. augusztus 4-én Novorosszijszk közelében tartózkodott, amikor ukrán tengeri drón találta el. Az Ukrán Biztonsági Szolgálat és az Ukrán Haditengerészet által közösen végrehajtott akcióban használt tengeri drón 450 kg TNT-t szállított. A hajó elleni támadást az orosz hivatalos szervek cáfolták, ám számos felvétel és videó jelent meg, amelyen a bal oldalra megdőlt hajót vontatják. Később a tengeri drón fedélzeti kamerája által rögzített videót is közzétették.